# Epiphragma circinatum
Epiphragma circinatum är en tvåvingeart som beskrevs av Osten Sacken 1886. Epiphragma circinatum ingår i släktet Epiphragma och familjen småharkrankar. Inga underarter finns listade i Catalogue of Life.